# Sporting Clube Olhanense
Lo Sporting Clube Olhanense, meglio noto come Olhanense, è una società calcistica portoghese con sede nella città di Olhão.

## Storia
L'Olhanense, fondato nel 1912, è diventata la prima squadra della regione dell'Algarve a raggiungere il massimo livello del calcio portoghese, dopo aver vinto la Football Association Algarve nel 1941. Tra le sue partecipazioni al Campeonato de Portugal, il più importante campionato nazionale del Portogallo, l'Olhanense ha ottenuto una Taça de Portugal, nel 1923-24, ed un 4º posto come miglior piazzamento, nella stagione 1945-1946. Nel 1951, dopo dieci stagioni consecutive, il club retrocedette in Seconda Divisione. Dopo esser stato fuori dalla massima divisione per più di vent'anni, dal 1975, dopo che la vicina S.C. Farense scese nelle leghe inferiori (compresi i livelli regionali), l'Olhanense divenne la squadra più importante della regione, in competizione per l'onore con il Portimonense S.C.. Dopo un periodo negativo, l'Olhanense inizia una grande risalita e nella stagione 2003-2004 vince il titolo della Segunda Divisão, nel girone della zona Sud. Nel maggio 2009, dopo aver battuto il Gondomar S.C. per 1-0, ottiene il successo nella Segunda Liga e con esso la promozione nella massima serie, dopo un'assenza di 34 anni, guidata dall'ex difensore centrale del Porto, Jorge Costa.
Dopo cinque stagioni nella Primeira Liga, nel 2013-2014 retrocede nella Segunda Liga. Alla fine del campionato 2016-2017 retrocede nel Campeonato de Portugal, terzo livello del campionato portoghese.

## Allenatori
Di seguito sono riportati gli elenchi degli allenatori dell'Olhanense.
- 1923-1925  Júlio Costa
- 1936-1940  Cassiano
- 1940-1943  Desidério Hertzka
- 1944-1945  Cassiano
- 1946-1947  Desidério Hertzka
- 1948-1949  Cassiano
- 1950-1951  Pepe Lopez
- 1953-1954  Armando Martins
- 1954-1955  Carlos Javier Mascaró
- 1955-1956  Rafael Pineda
- 1957-1958  José João
- 1958-1959  Joaquim Paulo
- 1959-1960  Artur Quaresma
- 1960-1961  Cassiano
- 1961  Francisco André
- 1961-1962  Chinita
- 1962  Casaca
- 1962-1963  Joaquim Paulo
- 1963  Armando Carneiro
- 1963-1964  Chinita
- 1963-1964  Ruperto Garcia
- 1964-1965  Josef Fabian
- 1964-1965  José Mendes
- 1965-1967  Severiano Correia
- 1967  Genê
- 1967-1968  Veríssimo Alves
- 1968-1969  Ruperto Garcia
- 1969-1971  Osvaldo Silva
- 1971-1972  Orlando Ramín
- 1972-1973  Artur Santos
- 1973  Jim López
- 1973-1974  Manuel de Oliveira
- 1974  Joaquim Paulo
- 1974-1975  Gonzalito
- 1975  Alexandrino
- 1975-1976  Marçal
- 1976  Basora
- 1976-1977  Milton Trinidad
- 1976-1977  János Hrotkó
- 1977-1978  Miguel Vinuesa
- 1978  Carlos Sério
- 1978-1979  János Hrotkó
- 1979-1980  Hélder Pereira
- 1980  Miguel Vinuesa
- 1980  Júlio Amador
- 1980-1984  Carlos Silva
- 1984-1985  Mário Lino
- 1985-1987  Manuel Cajuda
- 1987-1988  Álvaro Carolino
- 1988  José Dinis
- 1988-1989  Manuel Cajuda
- 1989-1990  Mário Wilson
- 1990  Pedro Gomes
- 1990  Ademir Vieira
- 1990-1991  Benvindo Assis
- 1991  Ricardo Formosinho
- 1991  José Rocha
- 1991-1992  Alberto Vivas
- 1992  Ricardo Formosinho
- 1992  Carlos Silva
- 1992-1993  Ademir Vieira
- 1993-1996  Stojčo Mladenov
- 1996  Fernando Mendes
- 1996-1997  Plamen Lipenski
- 1997  Zinho
- 1997-1999  Manuel Balela
- 1999-2000   Floris Schaap
- 2000  Fanã
- 2000-2001  Pitico
- 2001  Horácio Gonçalves
- 2001-2003  Vítor Urbano
- 2003  Rui Gorriz
- 2003-2006  Paulo Sérgio
- 2006  Manuel Balela
- 2006-2007  Álvaro Magalhães
- 2008  Diamantino Miranda
- 2008-2010  Jorge Costa
- 2010-2011  Daúto Faquirá
- 2012-2013  Sérgio Conceição
- 2013  Manuel Cajuda
- 2013  Bruno Saraiva
- 2013  Abel Xavier
- 2013-2014  Paulo Alves
- 2014  Giuseppe Galderisi
- 2014  Toni Conceição
- 2014-2015  Jorge Paixão
- 2015-2016  Cristiano Bacci
- 2016-2017  Bruno Baltazar
- 2017  Bruno Saraiva
- 2017-2018  Nilton Terroso
- 2018-2019  Ivo Soares
- 2019  Vasco Faísca
- 2019-2020  Bruno Ribeiro
- 2020  Filipe Moreira
- 2020  José Araújo
- 2021  Edgar Davids
- 2021-  Carlo Perrone

## Organico

### Rosa 2021-2022
Aggiornata al 17 marzo 2022.
| N. |                           | Ruolo | Calciatore         |
| -- | ------------------------- | ----- | ------------------ |
| 3  | Portogallo (bandiera)     | D     | João da Silva      |
| 4  | Portogallo (bandiera)     | D     | Tiago Sousa        |
| 5  | Italia (bandiera)         | D     | Riccardo Perazzolo |
| 6  | Capo Verde (bandiera)     | C     | Semedo             |
| 7  | Portogallo (bandiera)     | D     | Jair Brito         |
| 9  | Portogallo (bandiera)     | C     | Pedro Paz          |
| 10 | Portogallo (bandiera)     | C     | Xavier Venâncio    |
| 11 | Portogallo (bandiera)     | D     | Ricardo Esteves    |
| 19 | Costa d'Avorio (bandiera) | C     | Franck Djoulou     |
| 21 | Portogallo (bandiera)     | C     | João Nobrega       |
| 23 | Italia (bandiera)         | P     | Riccardo Galli     |

| N. |                          | Ruolo | Calciatore         |
| -- | ------------------------ | ----- | ------------------ |
| 26 | Italia (bandiera)        | D     | Alessandro Coppola |
| 27 | Angola (bandiera)        | D     | Carlitos           |
| 40 | Portogallo (bandiera)    | D     | Tiago Cavadas      |
| 55 | Portogallo (bandiera)    | D     | Tiago Baptista     |
| 70 | Portogallo (bandiera)    | C     | Cláudio Gomes      |
| 87 | Portogallo (bandiera)    | C     | Leandro Ferreira   |
| 88 | Guinea-Bissau (bandiera) | C     | Edson Pires        |
| 99 | Portogallo (bandiera)    | P     | Gonçalo Augusto    |
|    | Portogallo (bandiera)    | P     | Lucas Teixeira     |
|    | Panama (bandiera)        | C     | Jonathan Ceceña    |
|    | Panama (bandiera)        | C     | Ernesto Walker     |

### Rosa 2020-2021
Aggiornata al 23 febbraio 2021.
| N. |                        | Ruolo | Calciatore      |
| -- | ---------------------- | ----- | --------------- |
| 1  | Portogallo (bandiera)  | P     | Rúben Dionísio  |
| 3  | Portogallo (bandiera)  | D     | Joshua Silva    |
| 5  | Brasile (bandiera)     | D     | Fábio Erins     |
| 6  | Portogallo (bandiera)  | C     | Celso Sidney    |
| 7  | Paesi Bassi (bandiera) | A     | Akram Salhi     |
| 8  | Brasile (bandiera)     | C     | Rodrigo Dantas  |
| 9  | Portogallo (bandiera)  | A     | João Oliveira   |
| 10 | Portogallo (bandiera)  | C     | Chico Batista   |
| 16 | Portogallo (bandiera)  | D     | Pedro Albino    |
| 17 | Portogallo (bandiera)  | D     | André Dias      |
| 19 | Uruguay (bandiera)     | A     | Juan San Martín |
| 20 | Portogallo (bandiera)  | D     | Jair Brito      |
| 21 | Portogallo (bandiera)  | C     | Luís Cortez     |

| N. |                       | Ruolo | Calciatore         |
| -- | --------------------- | ----- | ------------------ |
| 22 | Portogallo (bandiera) | C     | Diogo Martins      |
| 23 | Italia (bandiera)     | P     | Riccardo Galli     |
| 24 | Italia (bandiera)     | C     | Federico Tomaselli |
| 25 | Brasile (bandiera)    | A     | Caleb              |
| 26 | Italia (bandiera)     | D     | Alessandro Coppola |
| 30 | Portogallo (bandiera) | D     | Ricardo Esteves    |
| 44 | Portogallo (bandiera) | D     | Gustavo Pinto      |
| 70 | Portogallo (bandiera) | C     | Cláudio Major      |
| 77 | Portogallo (bandiera) | A     | Tiago Dias         |
| 88 | Portogallo (bandiera) | C     | Matheus Clemente   |
| 90 | Portogallo (bandiera) | D     | João Gomes         |
| 96 | Brasile (bandiera)    | A     | Ruster             |
| 99 | Portogallo (bandiera) | P     | Gonçalo Augusto    |

### Rosa 2019-2020
Aggiornata al 23 febbraio 2020.
| N. |                       | Ruolo | Calciatore       |
| -- | --------------------- | ----- | ---------------- |
| 1  | Portogallo (bandiera) | P     | Rúben Dionísio   |
| 2  | Portogallo (bandiera) | D     | Vasco Coelho     |
| 3  | Portogallo (bandiera) | D     | Joshua Silva     |
| 5  | Portogallo (bandiera) | D     | Leonardo Lelo    |
| 6  | Portogallo (bandiera) | C     | Guilherme Morais |
| 7  | Nigeria (bandiera)    | A     | Adewale Sapara   |
| 8  | Portogallo (bandiera) | C     | Tiago Jogo       |
| 9  | Colombia (bandiera)   | A     | Ítalo Cortés     |
| 10 | Capo Verde (bandiera) | C     | Léléco           |
| 11 | Portogallo (bandiera) | A     | Mohcine Nader    |
| 19 | Portogallo (bandiera) | C     | Gonçalo Duarte   |
| 21 | Portogallo (bandiera) | A     | João Vasco       |

| N. |                          | Ruolo | Calciatore         |
| -- | ------------------------ | ----- | ------------------ |
| 22 | Portogallo (bandiera)    | C     | Diogo Martins      |
| 23 | Portogallo (bandiera)    | C     | Edu Pinheiro       |
| 25 | Brasile (bandiera)       | A     | Caleb              |
| 27 | Angola (bandiera)        | D     | Carlitos           |
| 30 | Nigeria (bandiera)       | A     | Suleiman Abdullahi |
| 31 | Brasile (bandiera)       | P     | Rodrigo Moura      |
| 33 | Malta (bandiera)         | D     | Zach Muscat        |
| 67 | Portogallo (bandiera)    | P     | Lucas Teixeira     |
| 77 | Guinea-Bissau (bandiera) | A     | Muhamed Djamanca   |
| 97 | Brasile (bandiera)       | A     | Júlio Alves        |
| 99 | Portogallo (bandiera)    | P     | Gonçalo Augusto    |

### Rose delle stagioni precedenti
- 1961-1962
- 2009-2010
- 2011-2012

## Palmarès

### Competizioni nazionali
- Coppa del Portogallo: 1

1923-1924
- Segunda Liga: 1

2008-2009
- Segunda Divisão: 3

1935-1936, 1940-1941, 2003-2004
- Terceira Divisão: 1

1969-1970

### Altri piazzamenti
- Coppa del Portogallo:

Finalista: 1944-1945
Semifinalista: 1925, 1926, 1973-1974
- Taça Ribeiro dos Reis:

Semifinalista: 1963-1964, 1965-1966